# Mathieu Raynal

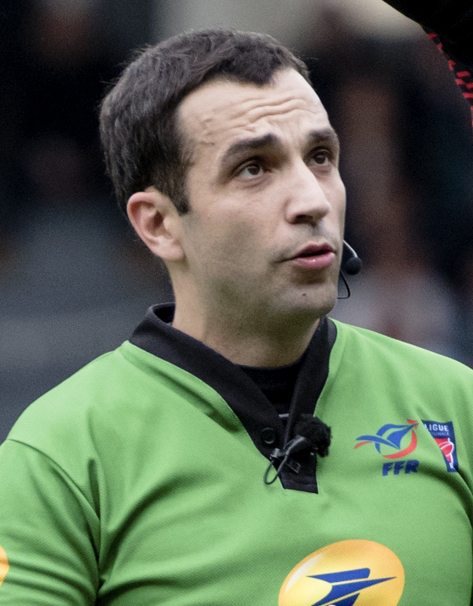
Mathieu Raynal, 2018

Mathieu Raynal (* 9. August 1981 in Perpignan) ist ein französischer Rugby-Union-Schiedsrichter. Er ist regelmäßig bei Spielen der höchsten französischen Liga Top 14 im Einsatz und nahm bisher an drei Weltmeisterschaften teil.

## Biografie
In seiner Jugend spielte Raynal für die Jugendmannschaften des Vereins USA Perpignan und gehörte 1998 jenem Team an, das die französische Juniorenmeisterschaft gewann. Er strebte keine Profikarriere an, blieb aber dem Rugbysport verbunden, als er sich an der Universität Perpignan zum Sportlehrer ausbilden ließ und für deren Rugbyteam spielte. Als 20-Jähriger trat er der regionalen Schiedsrichtervereinigung bei und begann daraufhin Spiele in den Amateurligen zu leiten. Sein Debüt in der zweithöchsten Liga Pro D2 gab er im Januar 2007 bei einem Spiel zwischen dem FC Grenoble und dem RC Toulon. Im August 2009 folgte sein Debüt in der Top 14 bei der Begegnung zwischen dem CA Brive und Montpellier Hérault Rugby. Im selben Jahr begann er für den Kontinentalverband Rugby Europe auch Spiele der Europameisterschaft zu leiten, erstmals am 25. April 2009 zwischen Malta und den Niederlanden.
Der Weltverband International Rugby Board (IRB, heute World Rugby) berief Raynal für die Juniorenweltmeisterschaft 2011 in Italien. Im August 2012 ernannte ihn das IRB zum Profischiedsrichter. Das erste Test Match mit Beteiligung eines Teams der ersten Stärkeklasse leitete er am 24. November 2012 im Rahmen der End-of-year Internationals zwischen Schottland und Tonga. Am 8. März 2013 war Raynal der Schiedsrichter für die Top-14-Partie zwischen Montpellier und Racing Métro, als er unglücklicherweise zwischen zwei aufeinanderstürmende Spieler geriet; durch die Wucht des Aufpralls von zwei Seiten erlitt er einen doppelten Bruch des Schien- und Wadenbeins, brach sich das Schlüsselbein und verstauchte sich auch den Knöchel. Er musste daraufhin fast ein Jahr lang pausieren und konnte seine Schiedsrichtertätigkeit im Februar 2014 wiederaufnehmen. Zwischenzeitlich wurde er im Oktober 2013 anlässlich der „Nuit de rugby“ zum Schiedsrichter des Jahres gewählt.
An der Weltmeisterschaft 2015 war Raynal als Schiedsrichterassistent tätig. Am 24. März 2016 leitete er das Finale der französischen Meisterschaft 2015/16, das ausnahmsweise im Camp Nou in Barcelona stattfand. Seinen ersten Einsatz in einem Spiel der Six Nations hatte er im März 2017 zwischen England und Schottland. Während der Weltmeisterschaft 2019 leitete er drei Gruppenspiele. Am Ende der französischen Meisterschaft 2020/21 war er für die Leitung des Finales zwischen Stade Rochelais und Stade Toulousain zuständig, 2022 erhielt er zum zweiten Mal die Auszeichnung als Frankreichs bester Schiedsrichter.